# Convento e chiesa di San Ludovico
La chiesa di Sant'Andrea a Cennano in San Lodovico (o Ludovico) è un edificio religioso che si trova in via Poggio Bracciolini a Montevarchi.

## Storia

### Fondazione e sviluppo

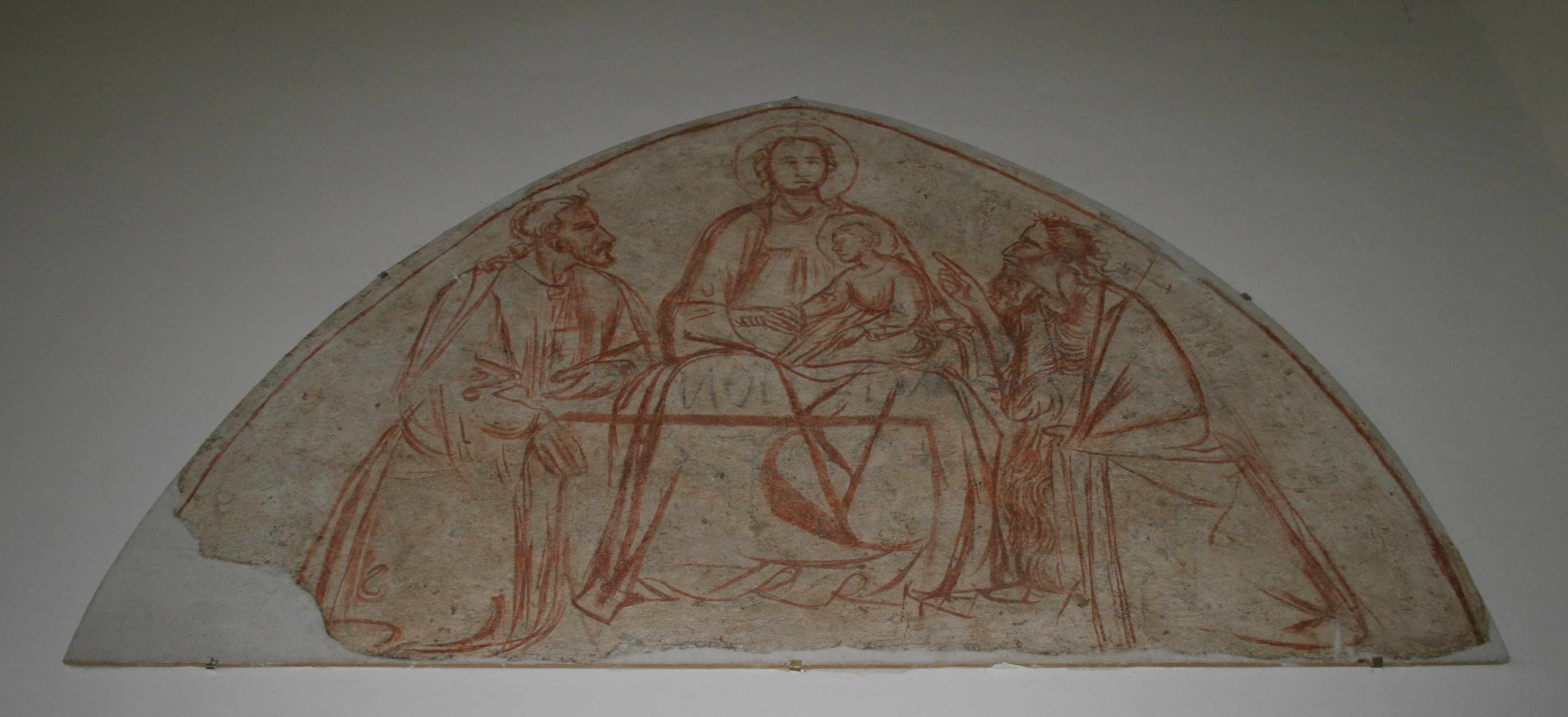
Sinopia di uno degli affreschi del chiostro del convento, Montevarchi, Museo della Collegiata

L'origine del Convento e della relativa chiesa, secondo la tradizione, risalirebbe a Carlo d'Angiò che, nel 1325, passando da Montevarchi vide che si stava costruendo un convento francescano e allora suggerì ai frati di dedicarlo a suo zio, Ludovico o Lodovico di Tolosa, francescano anche lui e da poco canonizzato. La proposta venne accolta da Papa Giovanni XXII nel 1327 dette il permesso di edificare il convento col nome dell'enunciato Vescovo S. Ludovico. Finanziatori della costruzione della chiesa e del convento e suoi patroni furono la famiglia Ricasoli, in particolare nella persona di Bindaccio Ricasoli che finanziò l'edificazione della chiesa ed anche, nel 1360, la costruzione dell'altare maggiore come si legge nella relativa iscrizione. Il figlio invece, Bettino di Bindaccio, fu nominato "Operaio" ossia direttore generale dei lavori. 

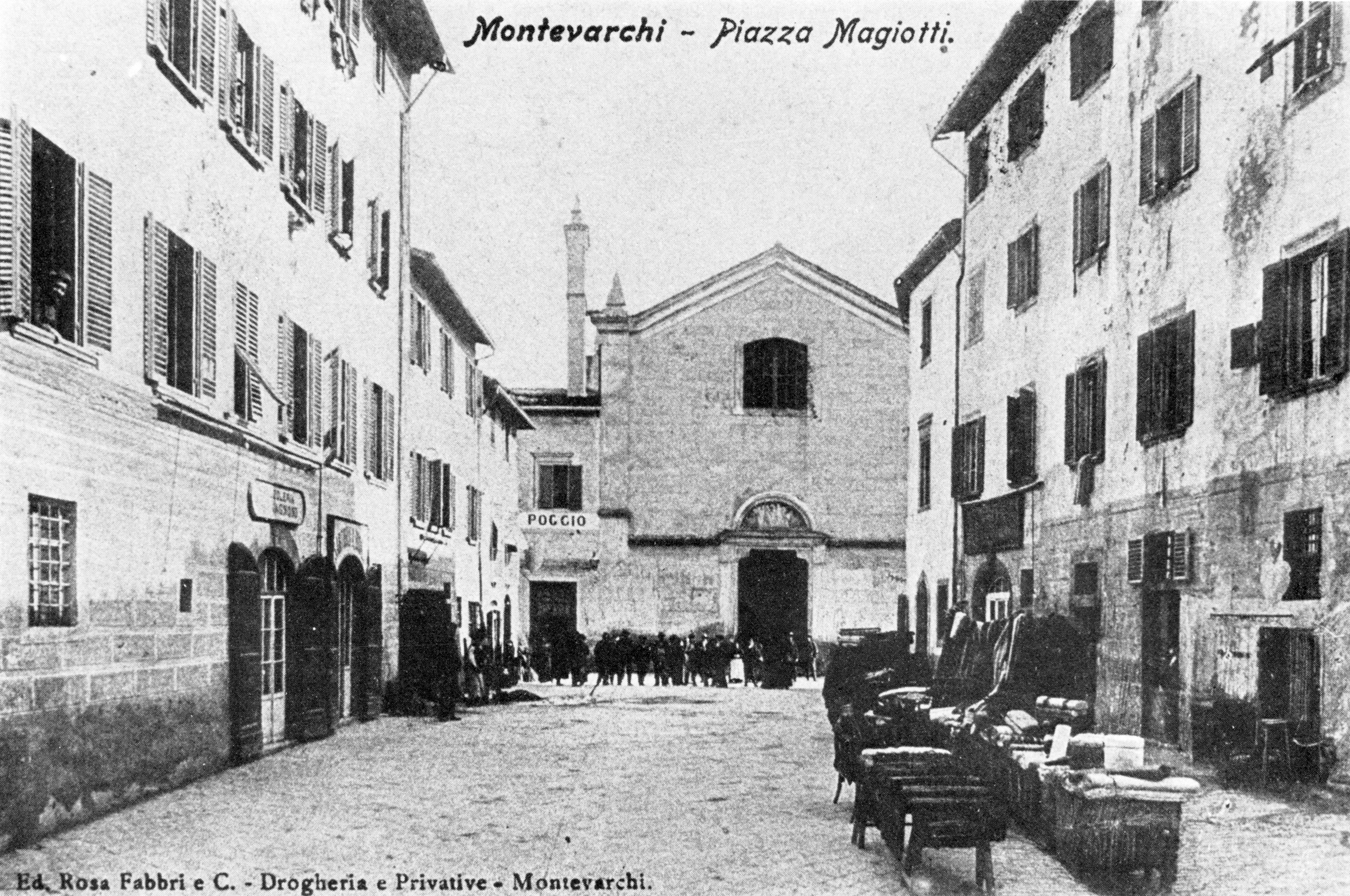
La chiesa con sulla destra una piccola porzione del convento agli inizi del XX secolo

Una prima ridecorazione della chiesa venne portata a termine nel 1430 per volontà del noto predicatore Maestro Antonio Forti di Montevarchi. Un'altra modifica si concluse nei primi anni del Cinquecento visto che il 27 gennaio 1508 la chiesa fu solennemente riconsacrata dal francescano Giovanni da Prato. In questo periodo, nei primi anni del XVI secolo, si colloca la decorazione di una cappellina gotica ampliata nel corso del Quattrocento con gli affreschi di Luberto da Montevarchi raffiguranti la Natività nella lunetta e, al di sotto, la Madonna col Bambino in trono e Santi, oggi visibili, staccati, nel Museo di arte sacra. In questi stessi anni, l'altare maggiore, dedicato al santissimo Sacramento e, naturalmente, a San Ludovico, probabilmente già ospitava la tavola che Giorgio Vasari ricorda eseguita da Sandro Botticelli, forse su commissione dei Ricasoli, per l'altare maggiore della chiesa. Essa, identificata oggi con l'Incoronazione della Vergine e Santi oggi a Villa la Quiete presso Firenze, è datata appunto tra 1500 e 1508 circa.
Un ulteriore rimaneggiamento è del 1548, ed un altro nel 1734, con il quale la chiesa arrivò ad avere undici altari, ridotti poi a sette nel 1949. Nel 1772, su disegno del montevarchino Giuseppe Cicori la chiesa fu trasformata completamente, in senso tardobarocco, aggiungendo alla struttura originaria della chiesa le volte, gli archi, i pilastri, la decorazione a stucchi e vari altari laterali.

### Soppressione e passaggio a Cennano
Dopo oltre quattro secoli di storia il convento subì anch'esso la soppressione napoleonica del 1808. La mattina del 23 aprile 1808 si presentarono al convento il cancelliere Francesco Lapi di San Gimignano e il commissario Adalindo Lachi che, in nome della legge, inventariarono e sigillarono tutti i beni dell'istituto. Il 29 maggio successivo Ferdinando Redditi di Foiano della Chiana e il commissario Giulio Ciaperoni dettero esecuzione al decreto di dissoluzione degli ordini religiosi ma concessero ai diciassette sacerdoti e ai sette fratelli laici di restare temporaneamente nel convento. La concessione fu revocata nel maggio 1810 quando le autorità cittadine sgomberarono l'edificio e rimandarono a casa gli ex-religiosi con tanto di pensione. Opere d'arte e suppellettili vennero venduti all'asta, eccetto l'Incoronazione della Vergine di Botticelli, trasferita prima presso il monastero delle Montalve di San Jacopo a Ripoli e poi a Villa la Quiete, dove le religiose si trasferirono dal 1823. Delle vicende della soppressione rimane memoria grazie a un diario lasciato da Padre Felice Messeri, frate del convento, che non volendo piegarsi alla legge e abbandonare la struttura ottenne di poter rimanere come custode della chiesa. 
Finita la dominazione napoleonica il Convento non fu ripristinato ma la chiesa tornò a essere edificio religioso quando, nel 1821, i parrocchiani della chiesa di Sant'Andrea Apostolo a Cennano, chiesero di trasferirvi la loro parrocchia, dato che la loro chiesa era ormai architettonicamente compromessa, e ottennero il permesso sia dalle autorità civili, che da quelle ecclesiastiche. La chiesa, che i montevarchini impropriamente presero a chiamare Cennano, fu riaperta al culto e i locali dell'ex convento trasformati nell'abitazione del parroco. Diversa la sorte del chiostro del convento, detto oggi Chiostro di Cennano, che venne scorporato dalla canonica e dalla chiesa e assegnato all'Accademia Valdarnese del Poggio per ospitarne la sede, la biblioteca e il museo paleontologico.
Dopo il 1890 si dovette procedere a un restauro d'emergenza dopo un terremoto che aveva provocato seri danni alla struttura. Nel 1896 vennero rifatte le volte e la pavimentazione, e la chiesa fu decorata con affreschi rappresentanti Storie di San Francesco ad opera del pittore fiorentino Giuseppe Tetti.
Un altro intervento del 1935 tese a ripristinare la supposta "francescanità" della facciata esterna. Venne edificata, o riedificata, la tipica tettoia delle chiese francescane e fu smantellato un grosso finestrone rettangolare per far posto a un più canonico occhio rotondo in pietra, mentre nella lunetta sovrastante la porta venne collocato un bassorilievo, raffigurante San Ludovico, opera dello scultore Pietro Guerri.
Un ultimo rimaneggiamento fu quello del 1949, che dovette intervenire sui segni e i danni lasciati dal passaggio del fronte a Montevarchi ma che poi ebbe un'importanza maggiore, poiché si smantellarono le strutture tardo barocche andate quindi irrimediabilmente perdute, anche se fu possibile alla luce gli affreschi sottostanti agli altari della parete sinistra.

## Descrizione

### Interno

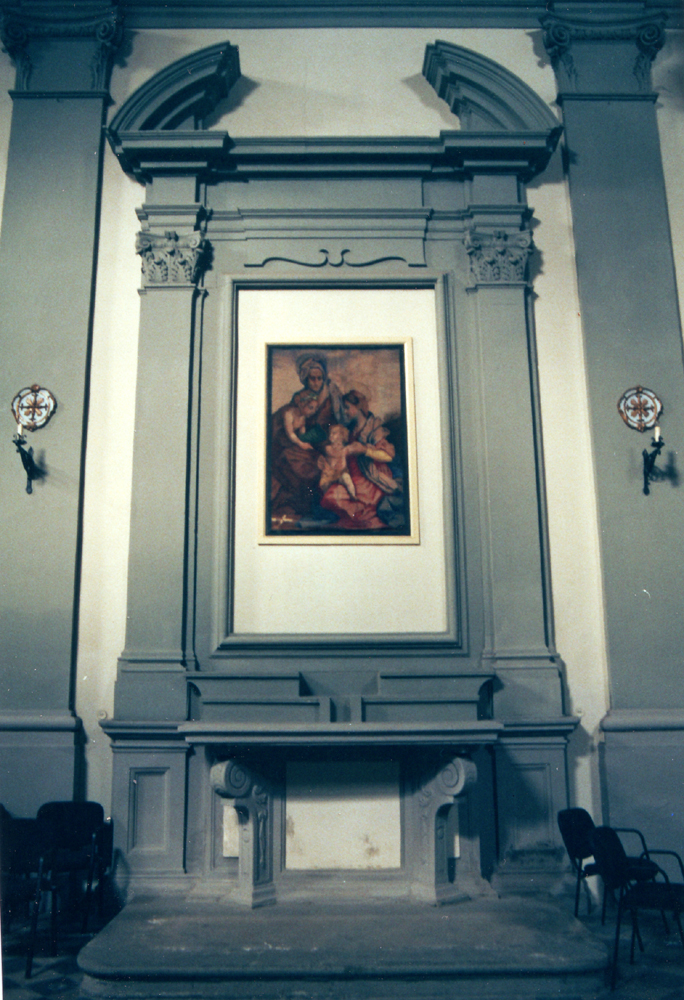
L'altare della Madonna del miracolo

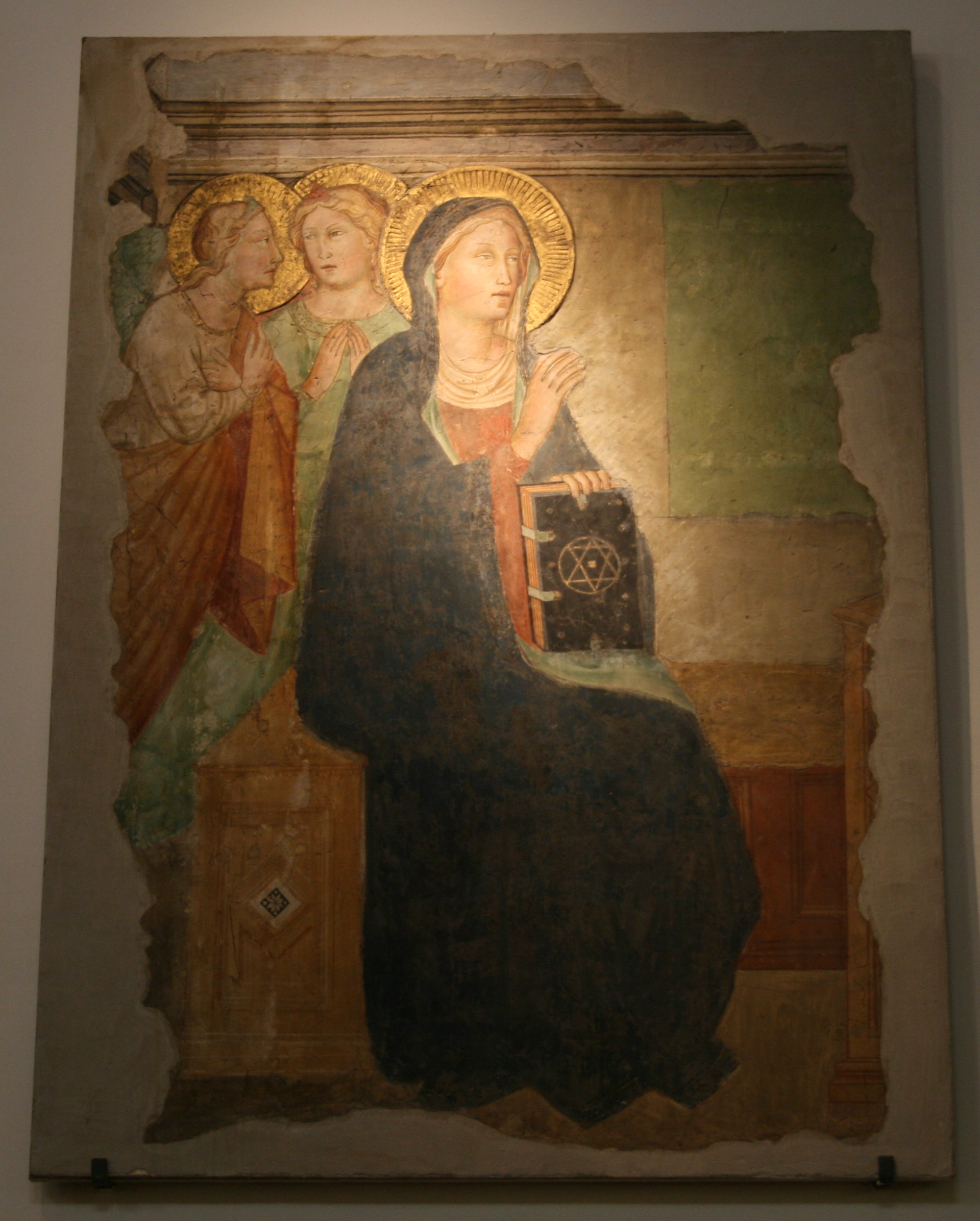
Spinello Aretino, Madonna col libro in mano

L'interno si presenta ancora a croce latina, con navata unica su cui si innesta il transetto. 
Ai lati della porta di ingresso stavano due altri altari, demoliti nel 1742. Al loro posto, a destra fu collocato un piccolo fonte battesimale in marmo restaurato nel 1852, a sinistra un'edicola con statua di santa Teresa di Lisieux. Sotto l'edicola è conservata una piccola urna in legno scolpito e dorato con le, supposte, reliquie di un martire romano che secondo alcuni sarebbe un san Fabrizio mentre secondo altri un san Mauro, venerate nella chiesa fino dal 1662. 
Lungo la navata sono addossati quattro altari. Alla parete di destra è un altare dedicato a sant'Antonio da Padova, oggi corredato di statua del santo, e più avanti un altro altare dedicato inizialmente a san Bernardino da Siena, poi a santa Filomena e infine a santa Lucia martire che presidia oggi l'altare con una sua statua. 
Alla parete sinistra è invece l'altare dedicato alla Santissima Concezione di Maria, detto anche dello Spirito Santo, che apparteneva alla congregazione dello Spirito Santo che vi fece collocare, come pala, il muro di un tabernacolo affrescato con una Madonna che stava nel vicino "cantone del Lavacchio" e che era oggetto di forte devozione da parte dei montevarchini perché si credeva che l'immagine avesse aiutato la città ad uscire da una non ben precisata pestilenza. L'altare era infatti chiamato anche "della Madonna del miracolo". La pittura murale raffigurava la Madonna seduta su un bancone di legno e voltata verso destra con la mano alzata quasi stesse predicando e con un grande libro rilegato in pelle nera e con borchie dorate nella mano sinistra. Dietro due figure di angeli. L'affresco, conosciuto a Montevarchi come la Madonna col libro in mano è stato attribuito a Spinello Aretino; fu staccato nel 1973 ed è oggi conservato nel museo della Collegiata. Al suo posto è stata collocata, la riproduzione di un quadro di Andrea del Sarto. 
L'altro altare della parete sinistra era dedicato alla Madonna del Soccorso. Al centro presentava un affresco con la Madonna seduta su un trono di pietra absidato, con il Bimbo sulle ginocchia e vari santi ai lati. Sopra l'affresco, nei successivi restauri, sono emersi i frammenti di una Natività. Anche tutte queste pitture sono state staccate ed esposte nel museo della Collegiata. Al loro posto c'è oggi una piccola nicchia con la statua di santa Rita da Cascia.
L'altar maggiore era dedicato al santissimo Sacramento e naturalmente a San Ludovico. Rispetto all'originale cinquecentesco, fu modificato nel 1520, ancora nel 1629, e infine nel 1759 come da iscrizione nel basamento. Dietro all'altare, sin dal 1542, campeggiava un coro in legno, eseguito da Pier Domenico di Sandro da Terranova, sostituito nel 1637 da un altro, con curiose cariatidi in legno, opera di Mastro Giovanni da Figline. 
Lateralmente all'altare si affacciano due cappelle. Quella di destra, dedicata a san Francesco, fu commissionata da una congregazione francescana detta "dei Cordigeri", chiamata anche "del cordone" dal simbolo francescano indossato anche dai suoi componenti, il cui nome si legge sull'architrave della cappella. La cappella passò nel 1597 passò a Francesco Soldani Benzi, la cui famiglia ne curò, nel 1898, la ricostruzione dell'altare. Ebbe giurisdizione sulla cappella anche la famiglia Ciaperoni il cui stemma, infatti, fiancheggia quello dei Soldani. Per questo altare nel 1765 era stato dipinto da Violante Siries Cerroti un San Francesco oggi nel convento francescano di Montughi, commissionato però dal frate del convento Felice Bicilotti.
La cappella di sinistra invece, in origine dedicata a sant'Antonio da Padova, venne costruita dal Terzo Ordine Francescano. A questo altare era collocato in antico il Miracolo della Mula di Giovanni Martinelli, commissionato da Angiolo Soldani, firmato e datato 1632, poi venduto ai francescani di Pescia ed oggi nella chiesa di San Francesco di quella città.
Ai lati del transetto esistevano due altari demoliti nel 1949. A destra era quello dedicato a santa Maria Assunta di giuspatronato della famiglia Mini dove era collocata la menzionata Incoronazione della Vergine di Botticelli, nelle carte delle memorie del convento riferita al Ghirlandaio, dopo il suo spostamento dall'altare maggiore. L'altare di sinistra era invece dedicato alla Madonna del Carmine e ospitava l'Adorazione dei magi attribuita a Matteo Rosselli oggi in Collegiata.

### Gli ambienti del convento
Le stanze contigue alla sagrestia, che una volta avevano accesso al chiostro, erano i locali del convento vero e proprio. Sono ancora riconoscibili, nonostante le numerose modifiche, la sala del Capitolo poi occupata dalla Compagnia del Santissimo Sacramento, il refettorio, la cucina che conserva ancora il pozzo e la cantine. Salendo le scale si entra in un corridoio dove si aprono alcune stanzette che anticamente erano le celle dei frati.